# Die Pichelsteiner
Die Pichelsteiner ist eine deutsche Comicserie, erschienen im Kauka Verlag von 1966 bis 1974. Erfunden und gezeichnet wurde die Serie von Riccardo Rinaldi. Der Name leitet sich von einem Eintopfgericht ab und wurde auf Vorschlag von Monika Achtelik, Redakteurin von Lupo modern, gewählt.
Die erste Geschichte erschien in Lupo modern Nr. 19/1966, die letzte (im Kauka Verlag veröffentlichte) 1974 in Fix und Foxi Extra Nr. 28. Dazwischen erschienen die meisten Episoden allerdings in Primo. Eine weitere Folge wurde 1976 in der Zack-Parade Nr. 16 des Koralle-Verlags abgedruckt.
Erzählt werden die humoristischen Abenteuer einer Steinzeitfamilie (Opa Archibald, die starken Brüder Neo und Theo, die schöne Petra und der kleine und schlaue Flint), die sich mit einer zum Teil anachronistischen Tierwelt (Dinosaurier) auseinandersetzen muss.
Die Serie war als Ersatz für Siggi und Babarras, der ersten, sehr freien deutschen Übersetzung von Asterix, konzipiert, nachdem Kauka die Rechte an  dieser Serie entzogen worden waren. Folglich wurden Die Pichelsteiner als Vorfahren von Siggi und Babarras den Lesern vorgestellt.
1988 sollte die Serie für Fix und Foxi reaktiviert werden, ein Streit um das Urheberrecht zwischen Rolf Kauka und Riccardo Rinaldi verhinderte dies jedoch.